# D 052 (Türkei)
Die Straße D 052 (Devlet yolu 052) ist eine 54 km lange Straße in der Türkei. Sie führt von Köse an der D 885 nach Osten in die Provinzhauptstadt Bayburt, in der sie an der D 915 endet.